# Hednota bivittella
Espèce
Synonymes
- Crambus trivittatus Zeller, 1863[1]
- Tinea bivittella Donovan, 1805[1]
- Tinea vittella Svederus, 1787[1]

Hednota bivittella est une espèce de lépidoptères (papillons) de la famille des Crambidae. On la trouve dans la plus grande partie de l'Australie, y compris en Tasmanie.

## Caractéristiques
À l'état de chenille, sa longueur est de 1,5 à 2 cm, ; elle est de couleur brun sombre, avec une tête plus sombre et des tâches dans le dos.
Sous sa forme adulte, le papillon a des ailes brunes, chacune comportant deux raies blanches,. Sa longueur est d'environ 1 cm avec une envergure de 2 cm.

## Écologie et comportement
L'espèce se nourrit de la tige des plantes.
Le papillon se repose la journée dans l'herbe, et se déplace la nuit.
La chenille tisse des toiles par terre et vit à l'intérieur.

## Habitat et répartition
L'espèce a été observée en Australie dans les états de Nouvelle-Galles du Sud, du Queensland, du Victoria, d'Australie-Occidentale et de Tasmanie, ainsi qu'en Australie-Méridionale, près de la frontière du Victoria.
On trouve cette espèce dans les champs et prairies.

## L'espèce et l'Homme
La chenille est parfois considérée comme nuisible par les agriculteurs.

#### Publication originale
- (en) E. Donovan, An epitome of the natural history of the insects of New Holland, New Zealand, New Guinea, Otaheite, and other islands in the Indian, Southern, and Pacific oceans : including the figures and descriptions of one hundred and fifty three species of the more splendid, beautiful, and interesting insects, hitherto discovered in those countries, and which for the most part have not appeared in the works of any preceding author. The figures are correctly delineated from specimens of the insects; and with the descriptions are arranged according to the Linnaean system, with reference to the writings of Fabricius and other entomologists, 1805 (lire en ligne), p. 167.